# Limnodriloides insolitus
Limnodriloides insolitus är en ringmaskart som beskrevs av Erséus 1989. Limnodriloides insolitus ingår i släktet Limnodriloides och familjen glattmaskar.
Artens utbredningsområde är havet kring Nya Zeeland. Inga underarter finns listade i Catalogue of Life.